# Carsten Höller
Carsten Höller (* 1961 in Brüssel) ist ein deutscher Objekt- und Installationskünstler.

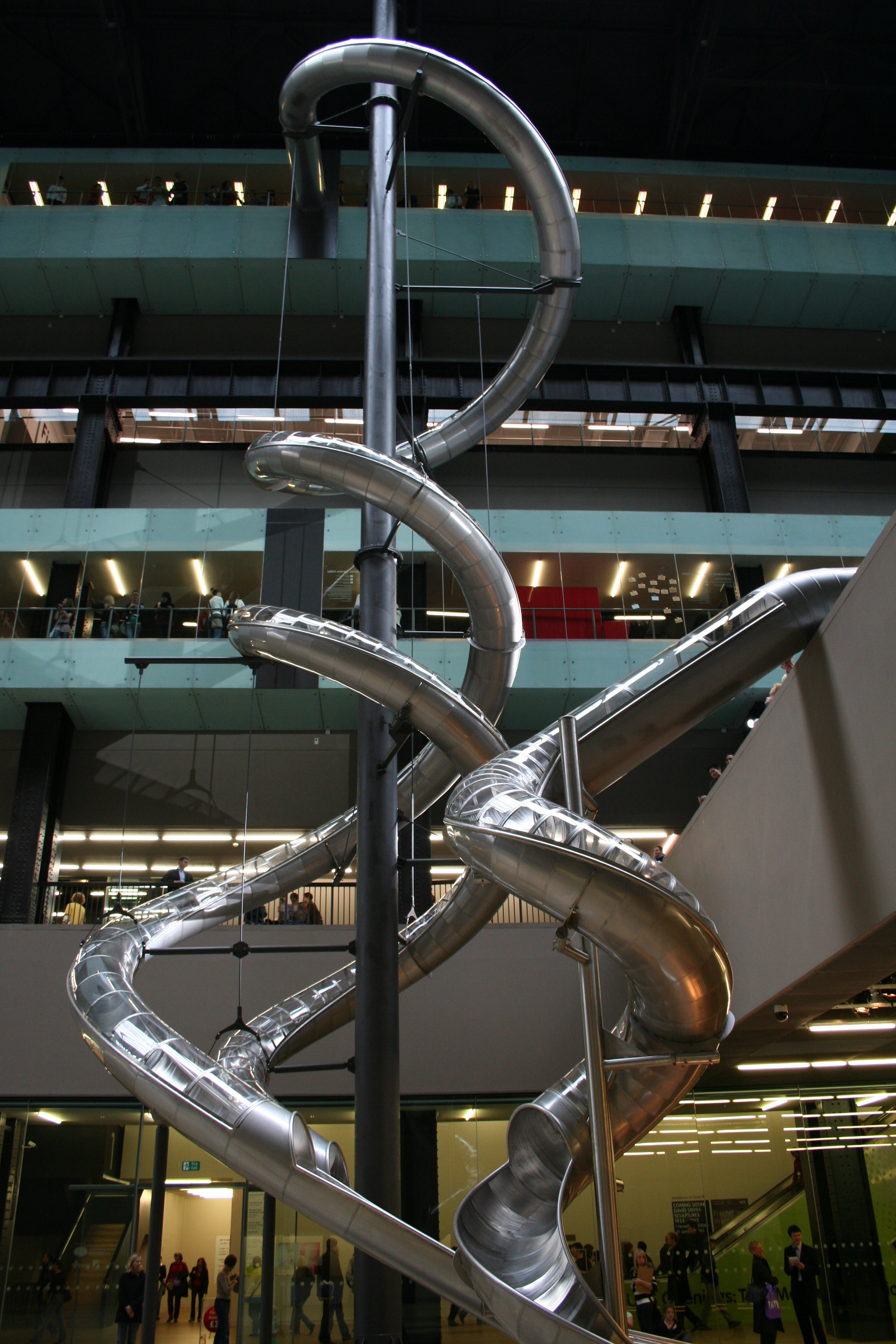
Test Site, Tate Gallery of Modern Art

## Leben
Höller studierte ab dem Wintersemester 1979/80 in Kiel Agrarwissenschaft an der Christian-Albrechts-Universität und habilitierte sich 1993 in Phytopathologie mit einer Arbeit über die Geruchskommunikation zwischen Insekten. Noch während seiner Arbeit als Naturwissenschaftler begann er in den 1980er Jahren, das Experiment als Verfahren auch in künstlerischen Arbeiten zu realisieren. Bereits 1993 stellte Höller im „Aperto“-Teil der Biennale Venedig aus, auf der er schließlich 2005 gemeinsam mit Miriam Bäckström den schwedischen Pavillon bespielte. Seine Arbeiten fordern oftmals den Betrachter zur Teilnahme auf, um auf sehr direkte Weise ästhetische oder emotionale Erfahrungen hervorzurufen, wie die gigantischen Rutschen, die er 2006 in der Turbinenhalle der Tate Gallery in London installierte, oder das Tiergehege im Hamburger Bahnhof 2010, in dem zahlende Gäste übernachteten. Das schwedische Modelabel Acne stellte 2013 eine seiner übergroßen Pilzskulpturen in deren Ladengeschäft in Los Angeles aus. Im Juni 2014 wurde der von Höller entworfene, 31 Meter hohe Vitra Rutschturm in Weil am Rhein eröffnet. Im Rahmen der „Untersuchungsshow“ (“survey show”) Decision zeigte die Londoner Hayward Gallery ab Juni 2015 Höllers Werke zu den Themen Wahrnehmung und Entscheidungsfindung.
2005 stand Höller auf Rang 40 des Kunstkompass, 2007 auf Rang 34. Er lebt und arbeitet in Köln und Stockholm. Die Wintermonate verbringt Höller bevorzugt in seinem Ferienhaus in Biriwa, Ghana, das er zusammen mit dem Kölner Videokünstler Marcel Odenbach besitzt. Vertreten wird Höller von der New Yorker Gagosian Gallery.

## Ausstellungen
- 1993: Biennale Venedig (Aperto)
- 1997: documenta X: Ein Haus für Schweine und Menschen (mit Rosemarie Trockel)
- 2000: Expo 2000, Hannover: Augapfel – Haus für Taube, Mensch und Ratte (mit Rosemarie Trockel)
- 2000: >Synchro System<, Fondazione Prada, Mailand
- 2003: Half Fiction, The Institute of Contemporary Art (ICA), Boston
- 2005: Biennale Venedig – Schwedischer Pavillon (mit Miriam Bäckström)
- 2006: Tate Gallery of Modern Art: Rutscheninstallation Test Site
- 2008: The Double Club, Fondazione Prada, Mailand
- 2010: Museum Boijmans Van Beuningen, Rotterdam; Divided Divides. Carsten Höller zusammen mit seiner bewohnbaren Installation aus dem Jahre 2008 Revolving Hotel Room, die im New Yorker Guggenheim Museum gezeigt und bewohnt wurde.
- 2010: Rentier im Zöllnerstreifenwald im Projektraum der Schering Stiftung, Berlin
- 2010: SOMA im Hamburger Bahnhof – Museum für Gegenwart, Berlin
- 2011: Experience im New Museum, New York
- 2014: Leben, Thyssen-Bornemisza Art Contemporary 21, Wien
- 2015: Biennale Venedig – Belgischer und Schwedischer Pavillon (mit Måns Månsson)
- 2015: Decision in der Hayward Gallery im Southbank Centre, London
- 2017: Double, Massimo De Carlo, Hong Kong
- 2018: Method, Galleria Continua, Beijing
- 2019: Reproduction, Copenhagen Contemporary, Kopenhagen

## Auszeichnungen
- 1989: Gottfried-Brockmann-Preis der Landeshauptstadt Kiel
- 1995: Peter Mertes Stipendium des Bonner Kunstvereins
- 1996: Deutscher Kritikerpreis für den Bereich Bildende Kunst
- 2022 Preis für Tropenornithologie der Gesellschaft für Tropenornithologie